# Masacre del 6 de octubre
La masacre del 6 de octubre de 1976, conocida como el evento del 6 de octubre (tailandés: เหตุการณ์ 6 ตุลา RTGS: het kan hok tula) en Tailandia, fue una violenta represión por parte de la policía tailandesa y linchamientos por parte de paramilitares de derecha y transeúntes contra manifestantes de izquierda que habían ocupado La Universidad Thammasat de Bangkok y la adyacente Sanam Luang, el 6 de octubre de 1976. Antes de la masacre, miles de izquierdistas, entre ellos estudiantes, trabajadores y otros, habían estado realizando manifestaciones contra el regreso del ex dictador Thanom Kittikachorn a Tailandia desde mediados de septiembre. Los informes oficiales afirman que 46 murieron (en ambos bandos) y 167 resultaron heridos, mientras que informes extraoficiales afirman que más de 100 manifestantes murieron. En el proyecto "Documentación del 6 de octubre", Thongchai Winichakul argumentó que el número oficial de muertos debería ser 45, incluidos 40 manifestantes y 5 perpetradores, porque un manifestante murió en la cárcel después del incidente.
A raíz de los acontecimientos del 14 de octubre de 1973, fue derrocada la dictadura militar que había gobernado Tailandia durante más de una década. Los factores políticos, económicos e ideológicos provocaron que la sociedad se polarizara en campos de izquierda de mentalidad socialista y de derecha conservadora y realista. El clima político inestable, exacerbado por la existencia de frágiles gobiernos de coalición, las frecuentes huelgas y protestas y el ascenso de gobiernos comunistas en los países vecinos, llevó al menos a dos facciones de las fuerzas armadas a concluir que necesitaban lanzar otro golpe para poder Restablecer el orden; una facción conspiró para traer de vuelta a Thanom para provocar una agitación que podría usarse para justificar un golpe de Estado. El 19 de septiembre de 1976, Thanom regresó a Tailandia, fue ordenado instantáneamente en Wat Bowonniwet Vihara y fue visitado por el Rey y la Reina, lo que provocó protestas y manifestaciones contra Thanom. El 5 de octubre, los manifestantes fueron acusados de lesa majestad tras una obra simulada que dio lugar a acusaciones de la derecha de que su actor se parecía al Príncipe Heredero; Luego, la policía y los grupos paramilitares de derecha se reunieron frente a la universidad.
Entre las 5.30 y las 11.00 horas de la mañana del 6 de octubre, la policía utilizó armas de guerra, incluidos rifles de asalto, lanzagranadas, municiones antiblindadas y granadas, para emprender la represión contra los manifestantes rodeados. Los manifestantes intentaron brevemente defenderse, pero fueron rápidamente derrotados. Los paramilitares de derecha también lincharon a manifestantes que huían; fueron agredidos, robados, abusados sexualmente, fusilados, quemados vivos y asesinados a golpes, incluso algunos que ya se habían rendido. También se profanaron cadáveres. Ese día fueron detenidos 3.094 manifestantes, y hasta la fecha ninguno de los autores ha comparecido ante la justicia. A las 18.00 horas. Esa misma noche se lanzó un golpe de Estado citando lesa majestad y manifestantes fuertemente armados.
Posteriormente, llegó a su fin la era anterior de «experimentación democrática», que había durado sólo unos dos años y once meses. Thanin Kraivichien fue nombrado Primer Ministro y el gobierno de ultraderecha alimentó aún más la insurgencia comunista. El público guardó silencio tras la postura del gobierno de «perdonar y olvidar», incluido el público tailandés moderno que simpatiza más con los manifestantes masacrados. Los estudiosos han señalado que la monarquía contribuyó a los acontecimientos, al menos en parte, al apoyar a los paramilitares de derecha y la visita de Thanom.